# Midnight Special (Jimmy Smith)
| Recensione | Giudizio |
| ---------- | -------- |
| AllMusic   | [ 2 ]    |

Midnight Special è un album discografico dell'organista jazz statunitense Jimmy Smith (album a nome The Incredible Jimmy Smith), pubblicato dalla casa discografica Blue Note Records nel novembre del 1961.
Questo disco è stato inciso nella stessa sessione di registrazione di Back at the Chicken Shack.

## Tracce

### LP
Lato A
1. Midnight Special – 9:52 (Jimmy Smith)
2. A Subtle One – 7:38 (Stanley Turrentine)

Lato B
1. Jumpin' the Blues – 5:23 (Jay McShann, Charlie Parker, Walter Brown)
2. Why Was I Born – 6:30 (Oscar Hammerstein II, Jerome Kern)
3. One O'Clock Jump – 6:56 (Count Basie)

## Musicisti
- Jimmy Smith - organo
- Stanley Turrentine - sassofono tenore
- Kenny Burrell - chitarra (brani: Midnight Special, Jumpin' the Blues e One O'Clock Jump)[3]
- Donald Bailey - batteria

Note aggiuntive
- Alfred Lion - produttore
- Registrazioni effettuate il 25 aprile 1960 al Van Gelder Studio di Englewood Cliffs, New Jersey (Stati Uniti)
- Rudy Van Gelder - ingegnere delle registrazioni
- Reid Miles - design copertina album originale
- Francis Wolff - foto copertina album originale
- Del Shields - note retrocopertina album originale [4] [5]